# Narendrella nilamburensis
Narendrella nilamburensis är en stekelart som beskrevs av Sureshan 1999. Narendrella nilamburensis ingår i släktet Narendrella och familjen puppglanssteklar. Inga underarter finns listade i Catalogue of Life.